# Alle fronde dei salici
Alle fronde dei salici è una poesia di Salvatore Quasimodo. Questa poesia è stata pubblicata nel 1946 su una rivista, successivamente inserita nella raccolta Giorno dopo giorno (1947) e per scrivere questa poesia, il poeta trae ispirazione dal Salmo 137 della Bibbia.
«E come potevamo noi cantare
con il piede straniero sopra il cuore,
fra i morti abbandonati nelle piazze
sull'erba dura di ghiaccio, al lamento
d'agnello dei fanciulli, all'urlo nero
della madre che andava incontro al figlio
crocifisso sul palo del telegrafo?
Alle fronde dei salici, per voto,
anche le nostre cetre erano appese,
oscillavano lievi al triste vento».
(S. Quasimodo, da Giorno dopo giorno)

## Introduzione al componimento
Questa poesia è stata scritta durante l'occupazione nazista di Milano dopo l'armistizio con le truppe anglo-americane.

## Analisi del componimento
La poesia è divisa in due parti, nella prima usa una lunga domanda retorica che inizia con la frase "E come potevamo noi cantare". Nella seconda invece sono dei versi dichiarativi che inizia "Alle fronde dei salici, per voto".
- "E come potevamo noi cantare" - La frase è scritta al plurale perché vuol rappresentare una condizione collettiva e, iniziando con la congiunzione "E", sembra voler rispondere a una precedente domanda che rimprovera i poeti per il loro silenzio negli anni più tragici della seconda guerra mondiale.

- "Con il piede straniero sopra il cuore" - Il verso è metaforico e si riferisce all'occupazione nazista. La metonimia "piede straniero" e la metonimia "sopra il cuore" rappresentano, rispettivamente, l'oppressione dei soldati tedeschi e l'Italia invasa, contrapponendo l'odio degli invasori all'amore per la propria terra.

- "Fra i morti abbandonati nelle piazze" - Il verso fa riferimento all'ordine di non seppellire i corpi delle persone fucilate affinché servissero da monito contro le sedizioni.

- "sull'erba dura, di ghiaccio" - L'immagine evoca la freddezza e l'insensibilità connessa a comportamenti privi di umanità.

- "al lamento d'agnello dei fanciulli" - La frase, interrotta da un enjambement, traccia un'analogia tra il pianto dei bambini e il belato dell'agnello, animale simbolico che rappresenta l'innocenza e il sacrificio.

- "all'urlo nero della madre che andava incontro al figlio crocifisso sul palo del telegrafo?" - La frase, interrotta da due enjambement, contiene la sinestesia "urlo nero" che vuol rappresentare un dolore atroce e funereo di una madre che scopre il corpo del figlio ucciso. L'immagine della crocifissione richiama la figura evangelica di Maria che va incontro a Gesù sul Golgota mentre il telegrafo, simbolo delle tecnologie moderne, rafforza il parallelo tra gli orrori presenti e il supplizio archetipico.

- "Alle fronde dei salici per voto, anche le nostre cetre erano appese" - La frase, interrotta da un enjambement, contiene un richiamo biblico al Salmo 137

- "oscillavano lievi al triste vento" - L'immagine delle cetre che oscillano mosse dal vento evoca il senso di impotenza della poesia di fronte all'orrore della guerra.

La lirica, inoltre, risulta tra le più ricche di preposizioni, con le quali Quasimodo ha inteso sottolineare emotivamente ciascuna immagine poetica, accrescendone la drammaticità.

## Commento
Questa lirica, la prima della raccolta “Giorno dopo giorno”, segna il passaggio di Salvatore Quasimodo dalla fase ermetica alla fase dell'impegno civile e politico.
In questa poesia il poeta denuncia la situazione in cui l'Italia versava nel settembre del 1943, quando i nazisti e i fascisti si resero protagonisti di rastrellamenti, deportazioni e veri e propri massacri. Ed è proprio a causa di questi orrori che i poeti decidono di bloccare la loro produzione letteraria con una protesta silenziosa.
Il poeta apre il suo componimento spiegando l'impossibilità di scrivere versi a causa dell'occupazione straniera del paese; poi prosegue descrivendo l'orribile spettacolo dei morti fucilati che, per ordine delle SS, non potevano essere seppelliti subito e restavano sull'erba dura e fredda quale ammonimento per le popolazioni; infine, rievoca il pianto straziante, simile al belato degli agnelli, dei bambini e l'urlo atroce di una madre disperata di fronte al corpo martoriato del figlio. 
Il poeta conclude spiegando che ora ai rami dei salici è appesa anche l'ispirazione poetica di tutti coloro che erano contro la guerra e che ora non possono far altro che vederla oscillare al triste vento che essa porta con sé: le cetre che oscillano al vento evocano il senso di inutilità della poesia nell'ora della guerra.
La guerra, infatti, è una tragedia biblica di fronte alla quale i poeti non hanno più voce per cantare. Essi, che hanno assistito alla barbarie della guerra, hanno appeso le cetre alle fronde dei salici, come gli antichi profeti, in segno di lutto e di partecipazione solidale, ma anche per auspicare la fine di quegli orrori.
Il silenzio del poeta è da considerare, non solo un muto rispetto dinanzi alle sofferenze provocate dalla guerra, ma anche un'implicita denuncia di quegli intellettuali che scelsero durante il ventennio fascista l'asservimento al regime.
Alla distruzione, al dolore e alla disperazione seguono immagini ispirate a pagine della Bibbia: la caduta di Gerusalemme e l'esilio degli Ebrei a Babilonia indicano una situazione non dissimile da quella degli Italiani, la cui terra è occupata dai Tedeschi.
Per esprimere la drammaticità dell'opposizione nazista, Quasimodo ricorre a suggestive immagini tratte dal salmo 137 della Bibbia, che mettono in relazione la tragedia del presente con quella analoga vissuta dagli Ebrei deportati a Babilonia. Un analogo riferimento al popolo ebraico si riscontra nel Nabucco di Giuseppe Verdi in relazione alla dominazione austriaca in Italia (il coro del Nabucco canta: "Arpa d'or dei fatidici vati, perché muta dal salice pendi?") .